# Anna Giordano
Anna Giordano (1965) è un'ambientalista italiana, vincitrice del Premio Goldman per l'ambiente nel 1998.
È una delle leader del WWF in Sicilia, oltre ad essere un'ambientalista nota in Europa.

## Biografia
È figlia del chimico Nicola Giordano. Durante il suo dottorato in Scienze Naturali si è specializzata in ornitologia.
Nel 1981, dopo aver visto 17 uccelli abbattuti dai bracconieri, che sparavano dai bunker di cemento, ha iniziato il suo impegno nella lotta contro i bracconieri. In Sicilia c'era una lunga tradizione nella caccia dei rapaci e per questo, Anna Giordano, decise di sfidare il radicato sistema siciliano. Iniziò denunciando presso la polizia locale, la Guardia Forestale e le autorità locali tutti i fenomeni illegali che avvenivano sullo stretto di Messina ma non fu presa sul serio. La sua perseveranza nello smascherare le illegalità la portò ad organizzare, a partire dal 1984, dei campi di volontariato, frequentati da ambientalisti di vari paesi del mondo, per osservare i fenomeni migratori dell'area e informare la polizia quando intercettavano i bracconieri.
I cacciatori reagirono con minacce e intimidazioni. Nel 1986, Anna Giordano, scampò all'attentato incendiario della sua auto e, successivamente, i bracconieri fecero irruzione nella sua casa e inviarono un falco morto con delle frasi minacciose. Dopo questi episodi, le forze dell'ordine locali cominciarono a supportare Anna Giordano per fermare il dilagante bracconaggio nella zona.
Anna Giordano ha dichiarato che nel 1984, durante il primo campo di volontariato, hanno contato circa 3 100 rapaci e cicogne, e 1 100 spari di cacciatori. Nel 2000, all'incirca 35 000 tra rapaci e cicogne, e 5 spari di cacciatori.
Tra il 1996 e il 2003, Anna Giordano è stata la direttrice della Riserva Naturale Orientata Saline di Trapani e Paceco, costituita dalla Regione Sicilia e gestita dal WWF.
Nel 1998 ha vinto il Goldman Environmental Prize. Tale riconoscimento le fu attribuito grazie al suo impegno per la protezione degli uccelli selvatici e contro i danni che il progetto del ponte sullo stretto di Messina avrebbe provocato all'ambiente.
Nel 2003 ha fondato l'associazione Mediterranea per la Natura, che si occupa di tutela ambientale e del campo di volontariato internazionale che si tiene dal 1984.
Giordano guida la squadra del WWF coinvolta nella revisione delle Valutazioni di Impatto Ambientale (VIA) per le proposte di sviluppo nell'Unione Europea e l'Italia. Tra il 2007 e il 2008 è stata coinvolta con la valutazione di impatto ambientale e Valutazione Ambientale Strategica (VAS) istituita dal Ministero dell'Ambiente italiano.
Nel 2021 è stata insignita del premio nazionale "Luisa Minazzi - Ambientalista dell'anno" promosso da Legambiente, La Nuova Ecologia e da diverse associazioni di Casale Monferrato (AL), sede del riconoscimento.